# Internationale luchthaven Thomas Sankara
Internationale luchthaven Thomas Sankara of Internationale luchthaven Ouagadougou (IATA: OUA, ICAO: DFFD) is de grootste luchthaven van Burkina Faso en gelegen in de hoofdstad Ouagadougou. De luchthaven bediende in 2020 245.280 passagiers en is vernoemd naar Thomas Sankara.

## Geschiedenis

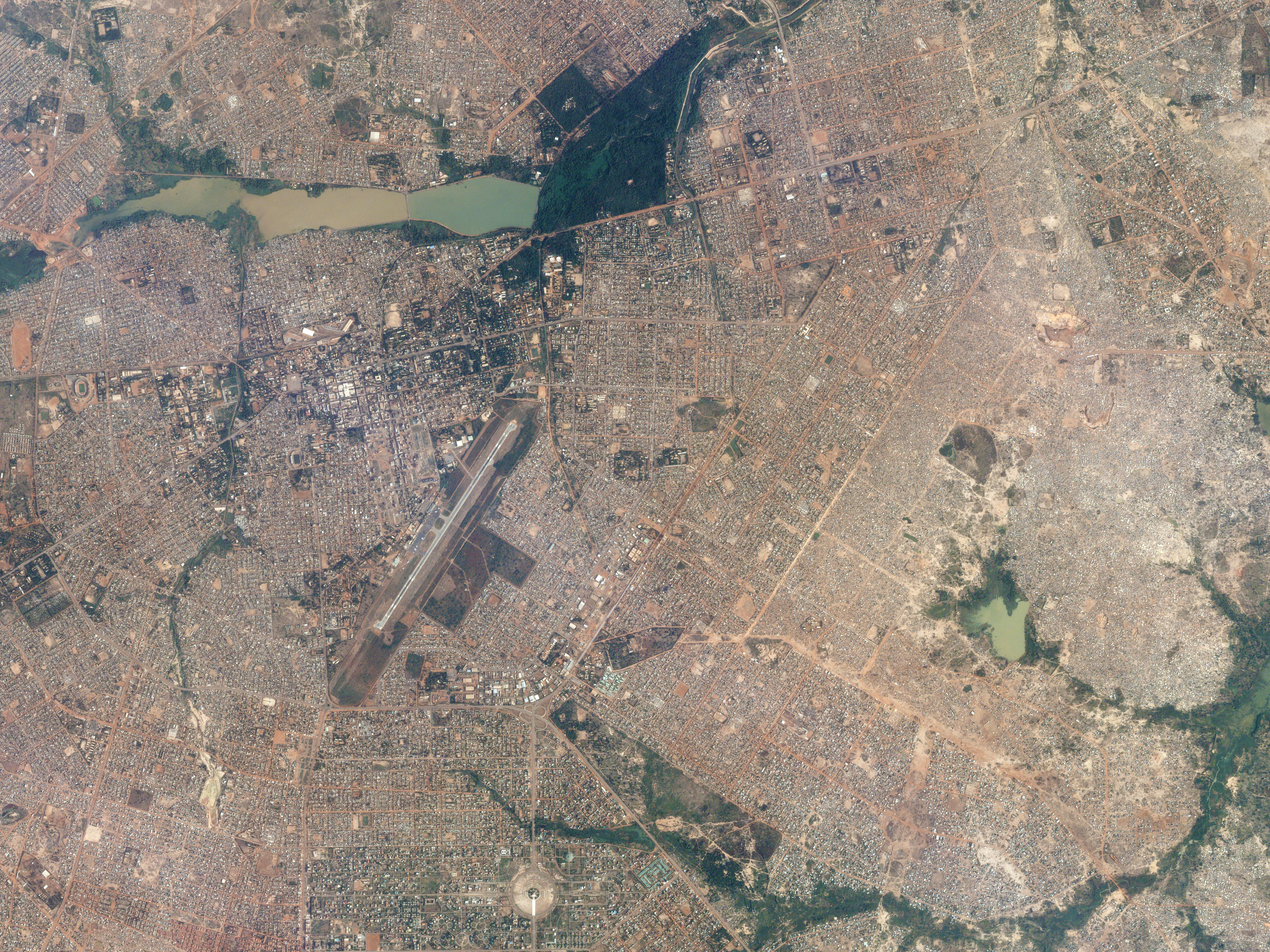
Luchthaven midden in de stad

In de jaren 60 werd begonnen met de bouw van een nieuwe luchthaven aan de rand van de hoofdstad. Door verstedelijking ligt de luchthaven inmiddels midden in de hoofdstad. In 2008 onderging de luchthaven een volledige renovatie, dat was afgerond in december 2012. In 2013 werden plannen gemaakt voor een nieuwe luchthaven, Luchthaven Ouagadougou-Donsin, 30 kilometer buiten de stad die zou moeten openen in 2022, deze is tot nu toe niet geopend en de werkzaamheden zijn in januari 2023 gestaakt. In 2022 moest de luchthaven meerdere keren sluiten na militaire coups.

## Luchtvaartmaatschappijen en bestemmingen

### Passagiers
Vanaf Internationale luchthaven Thomas Sankara kan gevlogen worden naar de volgende bestemmingen met de volgende luchtvaartmaatschappijen (juni 2024):
| Luchtvaartmaatschappij | Bestemmingen                                                         |
| ---------------------- | -------------------------------------------------------------------- |
| Air Algérie            | Abidjan, Algiers                                                     |
| Air Burkina            | Abidjan, Accra, Bamako, Bobo-Dioulasso, Cotonou, Dakar, Lomé, Niamey |
| Air Cairo              | Caïro, Dakar                                                         |
| Air Côte d’Ivoire      | Abidjan, Niamey                                                      |
| Air France             | Accra Seizoensgebonden: Parijs                                       |
| ASKY Airlines          | Bamako, Lomé, Niamey                                                 |
| Brussels Airlines      | Abidjan, Brussel                                                     |
| Ethiopian Airlines     | Addis Ababa, Conakry, Freetown                                       |
| Kangala Air Express    | Bobo-Dioulasso, Niamey                                               |
| Royal Air Maroc        | Casablanca                                                           |
| Tunisair               | Abidjan, Niamey, Tunis                                               |
| Turkish Airlines       | Conakry, Freetown, Istanbul                                          |

### Vracht
Er zijn enkele vrachtdiensten vanaf de luchthaven (juni 2024):
| Luchtvaartmaatschappij   | Bestemmingen       |
| ------------------------ | ------------------ |
| Abakan Air               | Charter: Bamako    |
| Ethiopian Airlines Cargo | Addis Ababa, Kano  |
| Royal Air Maroc Cargo    | Casablanca, Niamey |

## Passagiersaantallen
Passagiersaantallen vanaf 2003:
| Jaar | Aantal  | Toe-/afname | Jaar | Aantal  | Toe-/afname |
| ---- | ------- | ----------- | ---- | ------- | ----------- |
| 2020 | 245.280 | 60,4%       | 2011 | 436.176 | 5,1%        |
| 2019 | 619.370 | 10,0%       | 2010 | 414.875 | 10,1%       |
| 2018 | 563.030 | 2,3%        | 2009 | 376.665 | 4,3%        |
| 2017 | 550.379 | 3,1%        | 2008 | 361.143 | 7,1%        |
| 2016 | 533.650 | 7,8%        | 2007 | 337.154 | 13,1%       |
| 2015 | 495.258 | 6,1%        | 2006 | 298.111 | 7,9%        |
| 2014 | 527.524 | 4,7%        | 2005 | 276.367 | 7,3%        |
| 2013 | 553.254 | 6,6%        | 2004 | 257.562 | 12,6%       |
| 2012 | 519.182 | 19,0%       | 2003 | 228.809 |             |

## Incidenten en ongevallen
- Op 17 september 2013 raakte een ATR 72-202 (EC-LNP) ernstig beschadigd na zwaar onweer. Het toestel werd afgeschreven.[9]
- Op 24 juli 2014 stortte Air Algérie-vlucht 5017 neer onderweg naar Algiers. Alle 116 inzittenden kwamen om.[10]